# Kamenar, Razgrad
Kamenar (în bulgară Каменар) este un sat în comuna Loznița, regiunea Razgrad,  Bulgaria. 

## Demografie
Componența etnică a satului Kamenar
     Turci (65,58%)
     Bulgari (12,14%)
     Nicio identificare (22,26%)
     Romi (0%)
La recensământul din 2011, populația satului Kamenar era de 494 locuitori. Din punct de vedere etnic, majoritatea locuitorilor (65,58%) erau turci, cu o minoritate de bulgari (12,14%). Pentru 22,26% din locuitori nu este cunoscută apartenența etnică.